# Mastretta MXT

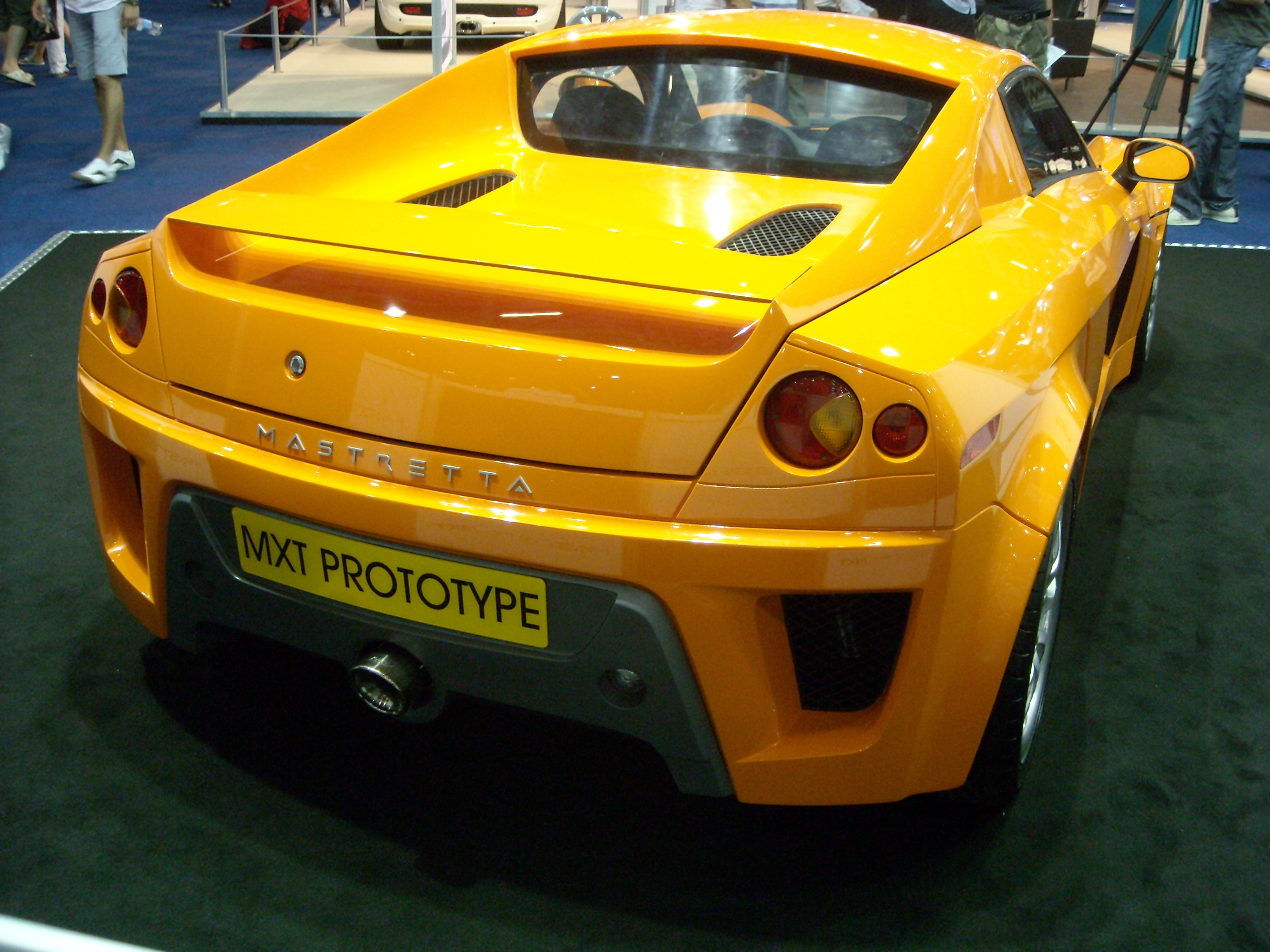
Prototipo del Mastretta MXT. Vista posterior.

El Mastretta MXT es un coupé deportivo de tamaño medio producido por el fabricante mexicano de automóviles Mastretta-Tecnoidea. Fue presentado en el Salón del Automóvil de Londres de 2008 y su producción comenzó en 2011. El MXT es el primer automóvil producido en serie completamente diseñado y fabricado en México.

## Historia
Su diseñador y creador, Daniel Mastretta, diseñó y construyó coches de diseño deportivo en pequeña escala desde los años 1990, pero el MXT es considerado el primer automóvil mexicano en la historia con un enfoque comercial, tanto nacional como internacional.
Era producido en la fábrica de Mastretta, en Toluca, Estado de México, que tiene capacidad para producir 150 unidades anuales, de los cuales el 70 por ciento (unos 105) serán exportados a Europa y Estados Unidos; y unos 45 serán vendidos en territorio mexicano a un precio a partir de USD$ 58,000.
El MXT monta un motor de cuatro cilindros en línea (de origen Volkswagen) turboalimentado de 2.0 litros de cilindrada construido de aluminio, que produce 250 HP (186 kilovatios) de potencia máxima y 257 lb·pie (349 N·m) de par máximo. Alcanza una velocidad máxima de 250 km/h (155 millas por hora) y acelera de 0 a 100 km/h (62 millas por hora) en 4,9 segundos. El chasis es construido con materiales propios de la industria aeronáutica, como aluminio y fibra de carbono, logrando así un peso bruto aproximado de 980 kg (2161 libras). El Mastretta incluía como equipamiento de serie faros de halógeno, llantas deportivas montadas en rines de aleación ligera de 17 pulgadas (43,2 cm) y asientos deportivos de cubo en fibra de carbono, además de un máximo nivel de seguridad por el tipo de materiales usados en su fabricación, así como por el diseño de su construcción. Según lo dicho por su creador Daniel Mastretta, fue diseñado como un deportivo ligero de altísimas prestaciones, que represente a México en el mundo. Por su configuración de motor central-trasero y su bajo peso, así como por la pureza de manejo, resulta un rival natural del Lotus Elise.

## Especificaciones
- Chasis: Semimonocasco a base de extrusiones y láminados de aluminio y fibra de carbono, unidos con adhesivos epóxicos estructurales. Subestructura posterior y jaula antivuelcos en tubo chromol y 4130.
- Estructura frontal para absorción de impactos.
- Carrocería: Moldeados de plástico.
- Motor: 4 cilindros en línea, bloque de aluminio de 2,0 L (1998 cc) DOHC 16 válvulas, con turbocompresor e intercooler
- Suspensión: Horquillas independientes, resortes y amortiguadores coilover con ajuste, barra estabilizadora delantera.
- Frenos: Discos ventilados delanteros y traseros de 300 mm (11,8 pulgadas).
- Dirección: Piñón y cremallera de 2.8 giros (tope a tope).
- Parabrisas y ventanillas con homologación DOT.
- Cinturones de seguridad de tres puntos.
- Instrumentación: Electrónica.
- Equipo: Sonido MP3, asientos de cubo, aire acondicionado y calefacción, conjunto de iluminación de halógeno.

## Interiores
- Volante: Diámetro de 320 mm (12,6 pulgadas) de fibra de carbono.
- Asientos: De fibra de carbono diseñados específicamente para el Mastretta MXT (solo cuenta con dos asientos como la mayoría de autos superdeportivos).
- Tablero: Generalmente de plástico, lo que lo hace muy compacto, además el sistema multimedia localizado al centro del tablero incorpora navegación satelital, conectividad para iPod, comunicación de manos libres vía Bluetooth, reproductor de DVD, una cámara de reversa que asiste al estacionarse y luces que indican el momento exacto del cambio de velocidades.

## Mastretta MXT 2012
El Mastretta MXT 2012 ha sido catalogado por Road & Track como uno de los 10 mejores coches en exhibición en el Salón del Automóvil de Los Ángeles. Esto refleja la excelente respuesta que el MXT ha recibido del público Californiano, que ha mostrado un gran entusiasmo y sorpresa después de ver el auto en persona.
Mastretta Cars está mostrando un auto modelo 2012 color amarillo brillante así como un chasis sin carrocería, que permite una visión clara de la tecnología detrás del auto y su desempeño. El chasis de aluminio y de fibra de carbono, la suspensión ajustable de doble horquilla, la calidad de fabricación y montaje, cada detalle es fácilmente visto en una forma muy atractiva y directa.
Daniel Mastretta, director técnico de Mastretta Cars, dijo: "Yo he sido un gran fanático de Road & Track desde hace muchos años, y antes de llegar al evento en Los Ángeles estaba seguro de que íbamos a tener mucha atención por parte de la prensa especializada, pero tener al MXT nombrado uno de los 10 mejores coches del salón por esta revista es realmente especial y un comienzo muy positivo para nuestra empresa como marca en los Estados Unidos. No podía haber una mejor recepción. Sin embargo el MXT es un auto para el manejo deportivo y lo que realmente queremos es entregarlo a los medios de comunicación y obtener las reseñas escritas sobre la conducción. Eso es de lo que se trata todo esto. "
Con un precio base de $ 599,900.00, el MXT está programada para comenzar las entregas para los clientes de EE. UU. a mediados de 2012. El Auto Show se extenderá hasta el 28 de noviembre.

## Fin de la producción
Buscando inversionistas, los hermanos Mastretta quedaron como socios minoritarios a las órdenes de Latin Idea Ventures a quienes acusan de haber tomado decisiones equivocadas, de haber tenido una pobre gestión administrativa y sobre todo, de haber agotado los primeros fondos de inversión destinados al proyecto para finalmente suspender el resto de la inversión. La planta armadora en Toluca quedó en "stand by", dejando sin empleo a 45 trabajadores.
Los vehículos dejaron de producirse en 2014 luego de un conflicto financiero de la empresa Techno Idea SAPI, encabezada por Carlos y Daniel Mastretta, fundadores de la empresa. Al respecto los fundadores declararon: “Informamos que el proyecto del Mastretta MXT ha sido detenido cuando la empresa es viable y tiene amplias posibilidades de éxito si se maneja bien. Estamos frente a una decisión apresurada y opaca de estos socios, ante el temor a reconocer los pobres resultados de su gestión. Pedimos disculpas a los trabajadores, clientes, distribuidores y proveedores de Tecno Idea y a todos los que simpatizaron con este proyecto. Tratamos hasta lo último, no pudimos evitarlo. Nuestra motivación ha sido fomentar la innovación en nuestro país a través de la creación de un auto y una marca mexicanos. Hacemos pública esta dolorosa realidad con el ánimo de defender nuestro proyecto, la inversión de otros socios minoritarios de Tecno Idea y nuestra empresa de 27 años”, en mayo de 2014.